# Gastrodia punctata
Gastrodia punctata är en orkidéart som beskrevs av Leonid Vladimirovitj Averjanov. Gastrodia punctata ingår i släktet Gastrodia och familjen orkidéer.
Artens utbredningsområde är Vietnam. Inga underarter finns listade i Catalogue of Life.